# Ringo cherche une place pour mourir
Pour plus de détails, voir Fiche technique et Distribution.
Ringo cherche une place pour mourir (Joe... cercati un posto per morire!) est un western spaghetti italien, sorti en 1968, réalisé par Giuliano Carnimeo (sous le pseudo d'Anthony Ascott), avec quelques séquences réalisées par Hugo Fregonese, qui est aussi le producteur du film.

## Synopsis
Liza Martin et Joe Collins, chercheurs d'or, sont attaqués par la bande de Chato. Après les avoir neutralisés, Joe est bloqué par des rochers que l'explosion a déplacés.

## Fiche technique
- Titre français : Ringo cherche une place pour mourir
- Titre original italien : Joe... cercati un posto per morire!
- Genre : Western spaghetti
- Réalisateur : Giuliano Carnimeo (sous le pseudo d'Anthony Ascot)
- Scénario : Lamberto Benvenuti
- Production : Hugo Fregonese, pour Aico Films, Atlantis Film
- Année de sortie : 1968
- Durée : 89 minutes
- Format d'image : 1.85:1
- Photographie : Riccardo Pallottini
- Montage : Ornella Micheli
- Effets spéciaux : Celeste Battistelli
- Musique : Gianni Ferrio
- Décors : Amedeo Mellone
- Costumes : Luciana Marinucci
- Maquillage : Anacleto Giustini
- Pays :  Italie
- Distribution en Italie : Indipendenti Regionali

## Distribution
- Jeffrey Hunter : Joe Collins
- Pascale Petit : Lisa Martin
- Giovanni Pallavicino : Gomez
- Reza Fazeli : Paco
- Nello Pazzafini : Fernando
- Adolfo Lastretti : Révérend Riley
- Mario Dardanelli : Chato
- Umberto Di Grazia : bandit
- Anthony Blod : Bobo
- Serafino Profumo : Miguel
- Daniela Giordano : Juanita
- Piero Lulli : Paul Martin